# Copa do Mundo de Salto de Esqui
A Copa do Mundo de Salto de Esqui é uma competição anual organizada pela Federação Internacional de Esqui desde a temporada 1979-80, com o evento feminino sendo incluído em 2011-12. É disputada em várias etapas de países europeus e no Japão, já tendo no passado etapas realizadas na América do Norte.

## Campeões

### Masculino
| Temporada | Campeão               | Segundo               | Terceiro            |
| --------- | --------------------- | --------------------- | ------------------- |
| 1979-80   | Hubert Neuper         | Armin Kogler          | Stanisław Bobak     |
| 1980–81   | Armin Kogler          | Roger Ruud            | Horst Bulau         |
| 1981–82   | Armin Kogler          | Hubert Neuper         | Horst Bulau         |
| 1982–83   | Matti Nykänen         | Horst Bulau           | Armin Kogler        |
| 1983–84   | Jens Weißflog         | Matti Nykänen         | Pavel Ploc          |
| 1984–85   | Matti Nykänen         | Andreas Felder        | Ernst Vettori       |
| 1985–86   | Matti Nykänen         | Ernst Vettori         | Andreas Felder      |
| 1986–87   | Vegard Opaas          | Ernst Vettori         | Andreas Felder      |
| 1987–88   | Matti Nykänen         | Pavel Ploc            | Primož Ulaga        |
| 1988–89   | Jan Boklöv            | Jens Weißflog         | Dieter Thoma        |
| 1989–90   | Ari-Pekka Nikkola     | Ernst Vettori         | Andreas Felder      |
| 1990–91   | Andreas Felder        | Stephan Zünd          | Dieter Thoma        |
| 1991–92   | Toni Nieminen         | Werner Rathmayr       | Andreas Felder      |
| 1992–93   | Andreas Goldberger    | Jaroslav Sakala       | Noriaki Kasai       |
| 1993–94   | Espen Bredesen        | Jens Weißflog         | Andreas Goldberger  |
| 1994–95   | Andreas Goldberger    | Roberto Cecon         | Janne Ahonen        |
| 1995–96   | Andreas Goldberger    | Ari-Pekka Nikkola     | Janne Ahonen        |
| 1996–97   | Primož Peterka        | Dieter Thoma          | Kazuyoshi Funaki    |
| 1997–98   | Primož Peterka        | Kazuyoshi Funaki      | Andreas Widhölzl    |
| 1998–99   | Martin Schmitt        | Janne Ahonen          | Noriaki Kasai       |
| 1999–00   | Martin Schmitt        | Andreas Widhölzl      | Janne Ahonen        |
| 2000–01   | Adam Małysz           | Martin Schmitt        | Risto Jussilainen   |
| 2001–02   | Adam Małysz           | Sven Hannawald        | Matti Hautamäki     |
| 2002–03   | Adam Małysz           | Sven Hannawald        | Andreas Widhölzl    |
| 2003–04   | Janne Ahonen          | Roar Ljøkelsøy        | Bjørn Einar Romøren |
| 2004–05   | Janne Ahonen          | Roar Ljøkelsøy        | Matti Hautamäki     |
| 2005–06   | Jakub Janda           | Janne Ahonen          | Andreas Küttel      |
| 2006–07   | Adam Małysz           | Anders Jacobsen       | Simon Ammann        |
| 2007–08   | Thomas Morgenstern    | Gregor Schlierenzauer | Janne Ahonen        |
| 2008–09   | Gregor Schlierenzauer | Simon Ammann          | Wolfgang Loitzl     |
| 2009–10   | Simon Ammann          | Gregor Schlierenzauer | Thomas Morgenstern  |
| 2010–11   | Thomas Morgenstern    | Simon Ammann          | Adam Małysz         |
| 2011–12   | Anders Bardal         | Gregor Schlierenzauer | Andreas Kofler      |
| 2012–13   | Gregor Schlierenzauer | Anders Bardal         | Kamil Stoch         |

### Feminino
| Temporada | Campeão           | Segunda           | Terceira       |
| --------- | ----------------- | ----------------- | -------------- |
| 2011–12   | Sarah Hendrickson | Daniela Iraschko  | Sara Takanashi |
| 2012–13   | Sara Takanashi    | Sarah Hendrickson | Coline Mattel  |